# Tautocerus trivittatus
Tautocerus trivittatus är en insektsart som beskrevs av Kuoh och Fang. Tautocerus trivittatus ingår i släktet Tautocerus och familjen dvärgstritar. Inga underarter finns listade i Catalogue of Life.